# Шерань
Шерань, Шерані (рум. Șerani) — село у повіті Біхор у Румунії. Входить до складу комуни Бород.
Село розташоване на відстані 392 км на північний захід від Бухареста, 57 км на схід від Ораді, 75 км на північний захід від Клуж-Напоки.

## Населення
За даними перепису населення 2002 року у селі проживали 688 осіб.
Національний склад населення села:
| Національність | Кількість осіб | Відсоток |
| -------------- | -------------- | -------- |
| словаки        | 468            | 68,0%    |
| румуни         | 131            | 19,0%    |
| цигани         | 88             | 12,8%    |

Рідною мовою назвали:
| Мова      | Кількість осіб | Відсоток |
| --------- | -------------- | -------- |
| словацька | 469            | 68,2%    |
| румунська | 218            | 31,7%    |